# Cmentarz wojenny nr 444 – Chrzanów
Cmentarz wojenny nr 444 – Chrzanów – cmentarz wojenny z okresu I wojny światowej znajdujący się w miejscowości Chrzanów, w powiecie chrzanowskim, w województwie małopolskim. Jest częścią cmentarza parafialnego w pasie IV. Na cmentarzu dokonywano pochówków zmarłych żołnierzy austro-węgierskich od listopada 1914 roku do kwietnia 1915 roku.
Tak jak w przypadku cmentarza nr 445 w tym samym mieście, cmentarzyk ten jest miejscem pochówku żołnierzy zmarłych podczas I wojny światowej w szpitalu zakaźnym, zlokalizowanym na terenie Chrzanowa. Pierwotnie składał się z kilkunastu zbiorowych mogił ziemnych, a na jednej z nich ustawiono kamienny pomnik ku czci pochowanego tam Franza Smutnego (zm. 12 grudnia 1914). Pomiędzy mogiłami ustawiony był także wysoki krzyż brzozowy. Na cmentarzyku pochowano w sumie 51 żołnierzy różnych narodowości i wyznań, w tym bośniackich muzułmanów.
Na jedynym zachowanym pomniku nagrobnym widnieje nazwisko Franz Smutny wraz z epitafium w języku niemieckim.